# Centre scientifique d'oncologie Nikolaï Blokhine
Le Centre scientifique d'oncologie Nikolaï Blokhine (en russe : Российский онкологический научный центр имени Н. Н. Блохина) est un organisme de recherche russe à but non lucratif soumis au Ministère de la Santé, qui se consacre à l'étude du cancer et poursuit le travail de l'ancien Institut de la pathologie expérimentale et de la thérapie du cancer de l'Académie des sciences d'URSS fondé par un décret du Conseil des ministres de l'URSS le 22 octobre 1951. Il s'agit du même établissement qui a été réorganisé après la dislocation de l'URSS. Il est ainsi nommé d'après le chirurgien-cancérologue, membre de l'Académie des sciences d'URSS Nikolaï Blokhine (ru), l'un de ses fondateurs. Depuis 2001, son directeur est le professeur Mikhaïl Davydov,. Le centre est composé de cinq départements de la recherche: l'Institut d'oncologie clinique, l'Institut de diagnostic expérimental et thérapie des cancers, l'Institut de cancérogenèse, l'Institut d'oncologie pédiatrique et hématologie, l'Institut de radiologie clinique et expérimentale. L'établissement fait partie de l'Union internationale contre le cancer. 